# Explosion d'un camion-citerne à Tasajera
 (décembre 2021).
Le lundi 6 juillet en 2020, une explosion de camion-citerne a eu lieu à Tasajera, dans la municipalité de Pueblo Viejo, en Colombie. Selon le rapport de police de Magdalena, le camion transportant de l'essence vers Barranquilla par la transversale du Caraïbe s'est renversé dans la ville de Tasajera, lorsque le conducteur a fait une manœuvre rapide, le véhicule a perdu sa stabilité et sort de la route, le conducteur s'en sort indemne. Des habitants ont profité de la situation pour voler le combustible. Lorsqu'ils ont essayé de prendre la batterie du véhicule, le liquide explose, tuant 45 personnes et provoquant au moins 19 blessures.

## Déroulement
Le lundi 6 juillet 2020, un camion-citerne d'essence était conduit par le chauffeur Manuel Cataño Hernández en direction de Barranquilla par la transversale du Caraïbe. Vers 8 h 30, peu après avoir franchi le péage de ce quartier, le camion s'est renversé sur l'autoroute sur le côté gauche, à 47 kilomètres du quartier de Tasajera. Le chauffeur du camion qui a survécu à l'accident, sorti du camion par ses moyens, a déclaré que le renversement était dû à la volonté d'éviter un alligator qui traversait, faisant une manœuvre soudaine et perdant le contrôle du véhicule,.
En apprenant la nouvelle, des habitants des villes voisines, pour la plupart du district de Tasajera, se sont rassemblés sur le lieu de l'accident avec des seaux et bidons afin de s'emparer de l'essence pour la revendre plus tard. La police sur place n'a pas pu les arrêter en raison de leur nombre.
Alors qu'ils récupéraient de l'essence dans le camion et fouillaient la cabine du conducteur comme le montre une vidéo prise par un témoin, le réservoir explose et souffle toutes les personnes à proximité, tuant sur le coup sept d'entre elles dont les corps ont été brûlés, et blessant plus de cinquante personnes, dont la plupart mourront dans les deux semaines suivantes, jusqu'au 22 juillet, date à laquelle le dernier décès sera enregistré. Toutes les victimes enregistrées étaient des hommes et la majorité n'avaient pas plus de 30 ans, certains étant mineurs. De plus, plusieurs des victimes étaient parents, des familles ont donc perdu plusieurs membres à la suite de l'incident,.

## Possible cause de l'explosion
Dans une vidéo enregistrée sur smartphone, le moment de l'explosion est observé, mais une source d'inflammation qui aurait pu provoquer la détonation n'est pas visible. Selon ce qui a été mentionné par des témoins, l'incendie s'est produit lorsque deux des personnes ont tenté de retirer la batterie. Une autre raison pourrait être l'électricité statique générée par le corps humain à un niveau suffisant pour générer une étincelle. De ces deux hypothèses, la première est la plus crédible selon les autorités.

## Victimes
Les autorités sanitaires de Magdalena ont communiqué la liste des personnes tuées. Les corps de sept d'entre elles ont été brûlés et ont dû être identifiés par des échantillons d'ADN prélevés sur leurs proches,. Les autres victimes fatales sont mortes dans divers hôpitaux à celles que ont été dérivées.

## Hommage
Le 6 août 2020, un mois après le drame, des centaines de parents et amis des victimes ont organisé un hommage et inauguré une peinture murale à l'endroit où l'explosion s'est produite avec des photos et des noms des défunts afin de se souvenir d'eux,.